# Проба дорогоцінного металу
Проба дорогоцінного металу -
1) Державний стандарт, що визначає цінність сплаву, з якого виготовлено вироби з дорогоцінних металів, і засвідчує вміст вагових одиниць основного дорогоцінного металу в одній тисячі вагових одиниць сплаву (проміле). У деяких країнах як стандарт вимірювання проби використовується карат. Відповідність між пробами у тисячних вагових одиницях, та каратах подана у таблиці:
| Карат           | 24   | 23    | 22    | 21    | 20    | 19    | 18    | 17    | 16    | 15    | 14    | 13    | 12    | 11    | 10    | 9     | 8     | 7     | 6     | 5     | 4     | 3     | 2    | 1    |
| Тисячних часток | 1000 | 958.3 | 916.7 | 875.0 | 833.3 | 791.7 | 750.0 | 708.3 | 666.7 | 625.0 | 583.3 | 541.7 | 500.0 | 458.3 | 416.7 | 375.0 | 333.3 | 291.7 | 250.0 | 208.3 | 166.7 | 125.0 | 83.0 | 41.7 |

В Україні для ювелірних та побутових виробів із дорогоцінних металів встановлюються такі проби:
- платина — 950 (дев'ятсот п'ятдесята);
- золото — 333 (триста тридцять третя) — 375 (триста сімдесят п'ята) — 500 (п'ятисота) — 585 (п'ятсот вісімдесят п'ята) — 750 (сімсот п'ятдесята);
- срібло — 750 (сімсот п'ятдесята) — 800 (восьмисота) — 830 (вісімсот тридцята) — 875 (вісімсот сімдесят п'ята) — 925 (дев'ятсот двадцять п'ята) — 960 (дев'ятсот шістдесята);
- паладій — 500 (п'ятисота) — 850 (вісімсот п'ятдесята).

Допускається виготовлення виробів із золота проби 583 (п'ятсот вісімдесят третьої) підприємствами побутового обслуговування населення та громадянами-підприємцями.
2) Кількісний вміст золота, срібла, платини чи паладію в лігатурному сплаві, з якого виготовляються ювелірні вироби, зубопротезні диски, монети тощо. Благородні метали через низьку твердість (за шкалою Мооса для золота 2,5; срібла — 2,7; платини — 4,3; паладію — 4,8) не можуть у чистому вигляді використовуватись для виготовлення виробів. Проби сплавів благородних металів у метричній системі: 1000, 958, 916, 875, 750, 583 (585), 375, 333. У каратній системі їм відповідають проби 24, 23, 22, 21, 18, 14, 12, 9, 8. Чистому золоту або ін. благородному металу відповідає 1000-а проба.